# Bayrischzell
Bayrischzell – miejscowość i gmina uzdrowiskowa w południowych Niemczech, w kraju związkowym Bawaria, w rejencji Górna Bawaria, w regionie Oberland, w powiecie Miesbach. Leży nad rzeką Schlierach, w Alpach Bawarskich, około 20 km na południowy wschód od Miesbach, przy granicy z Austrią oraz drodze B307 i linii kolejowej Monachium – Bayrischzell.

## Demografia

### Struktura wiekowa
Dane o ludności z 31 grudnia 2008:
| Opis                                | Ogółem | Ogółem | Kobiety | Kobiety | Mężczyźni | Mężczyźni |
| ----------------------------------- | ------ | ------ | ------- | ------- | --------- | --------- |
| Jednostka                           | osób   | %      | osób    | %       | osób      | %         |
| Populacja                           | 1591   | 100    | 825     | 51,85   | 766       | 48,15     |
| Wiek przedprodukcyjny (0–17 lat)    | 296    | 18,6   | 142     | 8,93    | 154       | 9,68      |
| Wiek produkcyjny (18–65 lat)        | 898    | 56,44  | 450     | 28,28   | 448       | 28,16     |
| Wiek poprodukcyjny (powyżej 65 lat) | 397    | 24,95  | 233     | 14,64   | 164       | 10,31     |

## Polityka
Wójtem gminy jest Helmut Limbrunner, rada gminy składa się z 12 osób.
|      | CSU | FW | SV | GfB | Razem |
| 2008 | 3   | 4  | 2  | 3   | 12    |
| 2002 | 3   | 3  | 3  | 3   | 12    |